# Bird Noises
Head Injuries – pierwszy minialbum  australijskiej grupy rockowej Midnight Oil, wydany w 1980 roku.

## Lista utworów
1. "No Time for Games" (Robert Hirst, James Moginie)
2. "Knife's Edge" (Peter Garrett, Martin Rotsey, Moginie)
3. "Wedding Cake Island" (Rotsey, Moginie)
4. "I'm the Cure" (Moginie)

## Twórcy albumu
- Peter Garrett: wokal
- Rob Hirst: perkusja
- Jim Moginie: Gitara, Keyboard
- Peter Gifford Bas
- Martin Rotsey: Gitara